# Imprimerie des Partisans à Užice
L'imprimerie des Partisans à Užice (en serbe cyrillique : Партизанска штампарија ; en serbe latin : Partizanska štamparija) est une ancienne imprimerie située à Užice, dans le sud-ouest de la Serbie. Elle a notamment assuré la publication du journal Borba, un des organes de presse des Partisans communistes, à l'époque de la république d'Užice. Elle figure sur la liste des monuments culturels d'importance exceptionnelle du pays.

## Histoire
Pendant l'occupation d'Užice par les nazis, en 1941, les imprimeries Romanović et Milošević continuèrent à travailler normalement, à condition de collaborer avec l'occupant. Le 24 septembre 1941, Užice fut libérée par les Partisans communistes et, dès le lendemain, Miodrag Avramović inspecta l'imprimerie Romanović pour en évaluer les capacités et, le 26 septembre, Dušan Nedeljković visita à son tour les imprimeries Romanović et Milošević, s'intéressant au nombre d'ouvriers imprimeurs mais aussi aux polices de caractères, à la qualité du papier et aux couleurs. Le journal Vesti sortit son premier numéro, rédigé par Nedeljković, le 17 octobre 1941 et, le 19 octobre, le journal Borba, qui avait été créé en 1922 et interdit en 1929, fut de nouveau publié à Užice, en tant qu'organe du Parti communiste. Ce journal se substitua alors à Vesti et fut tiré à 10 000 exemplaires.
En raison des raids allemands sur la Užice, l'imprimerie Romanović fut transférée dans le bâtiment de la Banque nationale de Katić, dans les faubourgs de la ville, tandis que l'imprimerie Milošević continua à travailler à son emplacement habituel. Borba fut ainsi publié jusqu'au 29 novembre 1941, juste avant la chute de l'éphémère république d'Užice.